# Lijst van burgemeesters van Katwijk
Dit is een lijst van burgemeesters van de Nederlandse gemeente Katwijk.
| Ambtsperiode        | Naam burgemeester                   | Partij of stroming | Bijzonderheden                                                                  |
| ------------------- | ----------------------------------- | ------------------ | ------------------------------------------------------------------------------- |
| 1683 - 1690         | Bastiaen Arentzn Vooijs             |                    |                                                                                 |
| ??                  | ?                                   |                    |                                                                                 |
| 1724 - 1730         | Salomon Symonszn Nygh               |                    |                                                                                 |
| ??                  | ?                                   |                    |                                                                                 |
| 1743 - 1750         | Gerrit Reinen Varkevisser           |                    |                                                                                 |
| ??                  | ?                                   |                    |                                                                                 |
| 1795 - 1795         | Bastiaan Kruyt                      |                    | kort na benoeming overleden                                                     |
| ??                  | ?                                   |                    |                                                                                 |
| 1817 - 1837         | Johannes Christiaan Hummel          |                    | was 1813 al adjunct-maire; van 1822 tot 1837 tevens burgemeester van Valkenburg |
| 1837 - 1867         | Gerard Abraham Salomon Huygens      |                    | van 1852 tot 1856 tevens burgemeester van Valkenburg                            |
| 1867 - 1873         | Ludovicus Cornelius Joannes Blanken |                    |                                                                                 |
| 1873 - 1914         | Tieleman Albertus Otto de Ridder    |                    |                                                                                 |
| 1914 - 1927         | Jan Hendrik de Waal Malefijt        | ARP                |                                                                                 |
| 1927 - 1932         | Jan Schokking                       | CHU                |                                                                                 |
| 1932 - 1956         | Wicher Jacob Woldringh van der Hoop | CHU                |                                                                                 |
| 1956 - 1967         | Hendrik Duiker                      | CHU                |                                                                                 |
| 1967 - 1975         | Adrianus Gerard Vermeulen           | CHU                |                                                                                 |
| 1975 - 1989         | Corstiaan Andreas Bos               | CHU, CDA           |                                                                                 |
| 1989 - 1995         | Willemien van Montfrans-Hartman     | CDA                |                                                                                 |
| 1995 - 2001         | Boelhouwer van Wouwe                | CDA                |                                                                                 |
| 2001 - 2016         | Jos Wienen                          | CDA                |                                                                                 |
| 2016 - mei 2017     | Frank Koen                          | CDA                | waarnemend                                                                      |
| 18 mei 2017 - heden | Cornelis Visser                     | CDA                | [ 1 ] [ 2 ]                                                                     |